# 模范刑法典
模範刑法典（英語：Model Penal Code，简称MPC）是美国法律协会 （ALI）所制定的法案，於1962年出版。 

## 概要
模範刑法典本身沒有法律約束力，不過自從其1962年出版以來，模範刑法典高度影響美國過半的州所制定之許多刑法法條，有的州甚至直接照抄模範刑法典以制定本身之刑法法條，有些州雖然沒有直接照抄模範刑法典，然而該法典對於這些州的刑事法庭之判決也產生深遠的影響，這些刑事法庭的法官常將模範刑法典作為闡釋刑事責任及刑事原則的來源。 
模範刑法典旨在成為一部全面適用於美國的刑法典，在此情況下可在美國各州不同的司法管轄權之轄區內通過類似的法律。
本法案之編者包括赫伯特·韋克斯勒、桑福德·卡迪什以及不少知名的刑法學者、檢察官和律師。

## 主要原則
依照模範刑法典，犯罪之定義的依據為下列三種「犯罪要件」，每項要件皆須向犯罪事實發現者證明無庸置疑：
1.被告行為所屬之特質。
2.被告行為發生時所伴隨之情況。
3.被告該行為所導致之結果。
上述要件包括以下事實： 
1.被告之行為包含於法規所明定禁止之行為中。
2.確定被告之行為所需負之罪責。
3.被告否認其行為之理由。 
4.被告根據訴訟時效提出否認犯罪之抗辯。 
5.確定被告之行為所屬之司法管轄權或司法管轄區。 
除了最後兩項之外，其他三項都是物證要件，控方必須證明被告對這些要件負有必要的罪責。